# کالج دانشگاهی خرونینگن
کالج دانشگاهی خرونینگن (UCG) یک کالج عمومی هنرهای لیبرال مستقر در خرونینگن، هلند است. این کالج مدرک لیسانس در رشته علوم مقدماتی ارائه می‌دهد. این کالج که در سال 2014 تأسیس شد، در حال حاضر تقریباً 360 دانشجو دارد. این دانشگاه دارای رشته‌ها و گرایش‌های متنوعی است که دانشجویان می‌توانند از میان آنها انتخاب کنند. این کالج تحت نظر دانشگاه خرونینگن که یکی از 100 دانشگاه برتر جهان است اداره می‌شود.

## تاریخچه
کالج دانشگاهی خرونینگن در سال ۲۰۱۴ تأسیس شد، در ابتدا ۳۰ دانش آموز در این کالج ثبت نام کردند. تعداد دانش آموزان شرکت کننده هر سال افزایش یافته‌است. در سال ۲۰۱۷ تعداد دانشجویان سال اول به ۱۱۵ نفر افزایش یافت اولین کلاس از دانش آموزان در سال ۲۰۱۷ فارغ‌التحصیل شد. کلاس فعلی "کلاس ۲۰۲۴" دارای ۱۳۰ دانش آموز است.
ساختمان این مؤسسه در سال ۱۹۳۲ توسط دو معمار به نام‌های Kuiler & Drewes به سفارش انجمن آموزش صنعت مسیحی (Vereniging voor Christelijk Nijverheidsonderwijs) ساخته شد. این ساختمان به عنوان یک مدرسه خانگی برای دختران به نام مدرسه پرنسس جولیانا (Prinses Julianaschool) خدمت می‌کرد. در کنار ساختمان اصلی که در حال حاضر توسط دانشکده استفاده می‌شود، ساختمان کوچکتری قرار دارد که به عنوان محل سکونت سرایدار مدرسه بوده‌است. در طول جنگ جهانی دوم ساختمان آسیب دید و در سال ۱۹۵۲ ساختمان بازطراحی شد. در سال ۱۹۶۲ دوباره بازسازی شد. از سال ۲۰۰۰ این ساختمان برای استفاده اداری عمل کرده‌است. در حال حاضر، دانشگاه گرونینگن کالج دانشگاهی خود را در این ساختمان قرار داده‌است و به عنوان یک بنای تاریخی شهرداری در نظر گرفته می‌شود. این ساختمان به سبک حرفه ای اکسپرسیونیستی ساخته شده‌است. نمای بیرونی با استفاده از آجرهای زرد روشن و درهای فلزی آبی قابل تشخیص است. فضای داخلی شامل پنجره‌های شیشه ای رنگی است که مهارت‌های مختلف خانه مانند آشپزی، شستن و خیاطی را به تصویر می‌کشد.